# تابوبيا إهليلجية
تابوبيا إهليلجية (الاسم العلمي:Tabebuia elliptica) هي نوع من النباتات تتبع جنس التابوبيا من الفصيلة البنيونية. تم وصف هذا النوع من النبات علمياً لأول مرة من قبل أوغستان بيرام دو كندول ونويل إيفري ساندوذ سنة 1937.

## الموئل والإنتشار
مواطن هذه الشجرة الأصلية هي في البرازيل وبوليفيا.

## مرادفات الاسم العلمي
- بنيونيا خضراء داكنة (Bignonia atrovirens)
- بنيونيا إهليلجية (Bignonia elliptica)
- مشققة البذور خضراء داكنة (Sparattosperma ellipticum)
- مشققة البذور أليفة الرمال (Sparattosperma psammophilum)
- تابوبيا خضراء داكنة (Tabebuia atrovirens)
- تيكومة خضراء داكنة (Tecoma atrovirens)
- تيكومة إهليلجية (Tecoma elliptica)